# Tribal Dance
A Tribal Dance című dal a holland 2 Unlimited 2. kimásolt kislemeze a No Limits című albumról. A dal a csapat 6. eddig megjelent kislemeze.

## Előzmények
A dal 1993 áprilisában jelent meg. Az Egyesült Királyságban ismét kihagyták Ray rap betétjeit a dalból, de a többi éneket benne hagyták a dalban.
A dal számos Európai országban slágerlistás helyezést ért el, és csupán Spanyolországban, Finnországban, valamint az Európai összesített slágerlistán lett 1. helyezett.
A dal feltűnik a 2006-ban bemutatott Végső állomás 3.-ban, valamint a Just Dance 4 és 5th Mix zenés videojátékokban is.

## Megjelenések
7"  Németország ZYX Music – ZYX 7000-7
- A	Tribal Dance (Rap Edit)3:41
- B	Tribal Dance (Edit) 3:41

## Slágerlista
| Slágerlista(1993)                            | Legjobb helyezés |
| -------------------------------------------- | ---------------- |
| Australia (ARIA)                             | 5                |
| Austria (Ö3 Austria Top 40)                  | 3                |
| Belgium (Ultratop 50 Flanders)               | 2                |
| Canada Dance (RPM)                           | 1                |
| Europe (Eurochart Hot 100)[forrás?]          | 1                |
| Finland (Suomen virallinen lista)            | 1                |
| France (SNEP)                                | 4                |
| Germany (Media Control Charts)               | 2                |
| Ireland (IRMA)                               | 2                |
| Italy (FIMI)                                 | 17               |
| MTV Europe                                   | 1                |
| Netherlands (Dutch Top 40)                   | 2                |
| New Zealand (RIANZ)                          | 38               |
| Norway (VG-lista)                            | 4                |
| Spain (AFYVE)                                | 1                |
| Sweden (Sverigetopplistan)                   | 2                |
| Switzerland (Schweizer Hitparade)            | 2                |
| United Kingdom (The Official Charts Company) | 4                |
| U.S. Billboard Hot Dance Club Play           | 7                |

| Slágerlista(1993)                 | Helyezés |
| --------------------------------- | -------- |
| Austria (Ö3 Austria Top 40)       | 23       |
| Italy (FIMI)                      | 59       |
| Netherlands (Dutch Top 40)        | 29       |
| Switzerland (Schweizer Hitparade) | 21       |

| Slágerlista(2003)                  | Legjobb helyezés |
| ---------------------------------- | ---------------- |
| Ausztria (Ö3 Austria Top 40)       | 58               |
| Németország (Media Control Charts) | 78               |